# Зајасовник (Вранско)
Зајасовник (словен. Zajasovnik) је насељено место у општини Вранско, Савињска регија, Словенија. Део је насеља Зајасовник, које је административним границама подељено на два насеља: Зајасовник (Камник) и Зајасовник (Вранско).

## Историја
До територијалне реорганизације у Словенији био је у саставу старе општине Жалец.

## Становништво
У попису становништва из 2011. године, Зајасовник је имао 33 становника.
| Број становника према пописима | Број становника према пописима | Број становника према пописима |
| ------------------------------ | ------------------------------ | ------------------------------ |
| 1991                           | 2002                           | 2011                           |
| 35                             | 43                             | 33                             |